# 1591 en France
Chronologie de la France
- 1587
- 1588
- 1589
- 1590
- 1591
- 1592
- 1593
- 1594
- 1595

## Événements
- Suite de printemps-étés frais, à vendanges tardives ou très tardives, de 1591 à 1597[1].

- 20 janvier : « journée des farines », tentative infructueuse d’Henri IV pour rentrer dans Paris[2].
- 19 février : début du siège de Chartres par l’armée royale[2].
- 21 février[3] : le chef ligueur Charles de Casaulx s’empare du pouvoir municipal à Marseille et instaure pendant cinq ans une « république catholique indépendante »[4].
- 2 mars : après avoir pris Grenoble (décembre 1590), Lesdiguières s’empare des Échelles par escalade[5].
- 28 mars : Grégoire XIV renouvelle l’excommunication du roi et l’étend à tous ceux qui le soutiendront. Elle a pour effet de rallier au roi bon nombre de catholiques gallicans, spécialement dans les milieux parlementaires[6].
- 4 avril : l’envoyé du roi Gabriel Hus de la Bouchetière, avec le concours de l’ambassadeur Beauvoir la Nocle, conclut un traité avec la reine Élisabeth Ire d’Angleterre, qui propose son aide à Henri IV et envoie des soldats et des subsides[7].
- 15 avril : Lesdiguières défait l’armée du duc de Savoie et la Ligue à Esparron, en Provence, puis retourne en Dauphiné où il bat les Savoisiens au Pont-de-Beauvoisin[8].
- 19 avril : Chartres se rend au roi Henri IV[2].
- 12 mai : 2 400 Anglais commandés par le général John Norreys débarquent à Paimpol et prennent le contrôle d’une partie du nord de la Bretagne[7].
- 18 mai : le maréchal d’Aumont assiège Autun, mais échoue au bout de cinq semaines[9]
- 23 mai-8 juin : les troupes de Sir John Norreys et du prince de Dombes assiègent et prennent Guingamp, ville du duc de Mercœur[10].
- 3 juin : les bulles papales qui renouvellent l’excommunication du roi sont affichées à Notre-Dame[6].
- 4 juillet : Henri IV réaffirme dans une déclaration sa résolution de se faire instruire et sa volonté de protéger la religion catholique, apostolique et romaine. Il publie l’édit de Mantes, qui remet en vigueur ceux de Poitiers (1577) de Nérac (1579) et de Fleix (1580). Il est enregistré le 24 juillet par le parlement de Châlons et le 6 août par le parlement de Tours[11].
- 25 juillet : l’armée royale assiège Noyon[12].
- 15 août : des troupes anglaises, sous le commandement du comte d’Essex et de Roger Williams, débarquent à Dieppe en Normandie pour soutenir le roi dans la perspective du siège de Rouen[12].
- 17 août : capitulation de Noyon[12].
- 18 septembre : le duc de Lesdiguières, chef des huguenots du Dauphiné défait le duc Charles-Emmanuel Ier de Savoie à la bataille de Pontcharra[13].
- 20 septembre : les Seize écrivent à Philippe II d’Espagne pour lui proposer le trône. Une version de la lettre est interceptée par les Royalistes, qu’Henri IV transmet au duc de Mayenne[14].
- 21 octobre : Lesdiguières reprend Barcelonnette et Digne (23 octobre)[15].
- 11 novembre : début du siège de Rouen, défendue par le fils de Charles de Mayenne et André de Brancas, amiral de Villars[16].
- 15 novembre : à Paris, désaccord et scission entre les chefs de la Ligue catholique : Brisson, nommé premier président du tribunal de Paris par les Seize est assassiné par ceux-ci à cause de sa modération[17].
- 28 novembre : arrivée de Mayenne à Paris. Il soumet les Seize par la force et fait pendre quatre d’entre eux le 4 décembre[17].

- Jardin botanique à Paris[18].
- Le mathématicien français François Viète, inventeur de l’algèbre symbolique, publie son Introduction à l’Art Analytique (« In artem analyticem isagoge », imprimé à Tours, 1591-1593)[19].

## Naissances en 1591
- x

## Décès en 1591
- x